# International Stoke Mandeville Games
L'International Stoke Mandeville Games del 29 luglio 1948, durante la cerimonia di apertura dei giochi della XIV Olimpiade, il Dr. Ludwig Guttmann organizzò la prima competizione per atleti su sedia a rotelle.
Questa competizione, svoltasi a Stoke Mandeville, venne chiamata International Stoke Mandeville Games.
Vi presero parte 16 militari feriti tra uomini e donne che gareggiarono nel tiro con l'arco.
Più tardi, nel 1960, a Roma divennero i primi giochi paralimpici.